# Messy (песня Розэ)
«Messy» — песня новозеландско-южнокорейской певицы Розэ (участницы южнокорейской гёрл-группы Blackpink). Она была выпущена лейблом Atlantic Records и сервисом Apple Video Programming 8 мая 2025 года в качестве второго сингла альбома-саундтрека F1 the Album к спортивному экшн-драматическому фильму «Формула-1» с Брэдом Питтом в главной роли автогонщика (2025).

## Предыстория и релиз
Через день после выхода песни «Lose My Mind» рэпера Don Toliver при участии Doja Cat в качестве первого сингла фильма «Формула-1», компания Atlantic Records объявила состав артистов, участвующих в F1 the Album, включая Розе в качестве исполнительницы. 1 мая 2025 года Розе официально объявила о своём участии в проекте в социальных сетях, выразив волнение по поводу того, что поклонники услышат её «самый первый саундтрек к фильму». Продвижение альбома началось на мероприятии, проведённом во время Гран-при Майами 2025 года 4 мая. Во время мероприятия Розэ была выбрана для того, чтобы взмахнуть клетчатым гоночным флагом во время гонки. Фрагмент песни «Messy», звучавшей на мероприятии, был опубликован в социальных сетях Тайлером Уолшем. 7 мая было объявлено, что песня «Messy» станет вторым синглом фильма, а официальные тизеры распространялись в течение дня.
Песня, а также сопровождающее её музыкальное видео были выпущены на следующий день, 8 мая. Это был первый релиз Розэ с момента выхода её дебютного студийного альбома Rosie в декабре 2024 года.

## Композиция
Песня «Messy» была написана Розэ, Клео Тинге, Делейси, Мэтью Джеймсом Бернсом и Питером Райкрофтом; продюсерами выступили два последних исполнителя под именами Lostboy и Burns. Песня была описана как поп-баллада, в которой звучит «фортепиано и гимническая перкуссия».
Розэ поёт о глубоких романтических отношениях и использует центральную тему «давай замутим», чтобы передать своё стремление к «необузданной и непринуждённой связи». В припеве она поёт: «Малыш, я одержима тобой, и нет ничего лучше, / Может быть, если это замутнённо, / Тогда ты знаешь, что это настоящая любовь».

## Отзывы
Кристен Виснески из Billboard поставила «Messy» на шестое место в списке лучших песен альбома F1 the Album, отметив, что она «выделяется как один из самых эмоциональных треков в альбоме, передавая напряжение между эмоциональным желанием и хаосом». Тим Чан из Rolling Stone похвалил «молитвенный голос и исповедальные тексты» Розэ за то, что они добавили альбому «эмоциональную нагрузку», но заметил, что трек выглядит неуместным в качестве единственной баллады в списке, полном песен, «готовых к вечеринке».

## Музыкальный видеоклип
Музыкальное видео на песню «Messy» было выпущено 8 мая 2025 года. В нём сцены из фильма «Формула-1» перемежаются с различными клипами, в которых Розэ потягивает мартини в баре; сидит на кажущейся груде бриллиантов в ночном клубе; опирается на террасу высотного здания; гуляет по Лас-Вегас-Стрип, который был временно закрыт для съёмок клипа.

## Чарты
| Чарт (2025)                             | Высшая позиция |
| --------------------------------------- | -------------- |
| Австралия (ARIA)                        | 84             |
| Канада (Billboard Canadian Hot 100)     | 71             |
| Мир (Billboard Global 200)              | 34             |
| Гонконг (Billboard Hong Kong Songs)     | 5              |
| Малайзия (IFPI)                         | 6              |
| Новая Зеландия (Aotearoa Singles, RMNZ) | 5              |
| Новая Зеландия (Hot Singles, RMNZ)      | 5              |
| Республика Корея (BGM, Circle)          | 23             |
| Республика Корея (Download, Circle)     | 12             |
| Сингапур (RIAS)                         | 6              |
| Китайская Республика (Billboard)        | 2              |
| Великобритания (OCC UK Singles)         | 100            |
| США (Billboard Bubbling Under Hot 100)  | 9              |

## История релиза
| Регион | Дата       | Формат                     | Лейбл          | Ссылка |
| ------ | ---------- | -------------------------- | -------------- | ------ |
| Мир    | 8 мая 2025 | цифровые загрузки стриминг | Atlantic Apple | [ 11 ] |